# Amphoe Wang Nam Yen
Amphoe Wang Nam Yen (Thai: อำเภอ วังน้ำเย็น) ist ein Landkreis (Amphoe – Verwaltungs-Distrikt) im Süden der Provinz Sa Kaeo. Die Provinz Sa Kaeo liegt in der Ostregion von Thailand an der Grenze zu Kambodscha, wird aber verwaltungstechnisch zu Zentralthailand gezählt.

## Geographie
Amphoe Wang Nam Yen wird von folgenden Amphoe begrenzt (vom Norden im Uhrzeigersinn aus gesehen): die Amphoe Khao Chakan, Watthana Nakhon, Khlong Hat und Wang Sombun in der Provinz Sa Kaeo sowie Amphoe Tha Takiap in der Chachoengsao Provinz.

## Geschichte
Als die Regierung 1971 die „National-Straße 317“ zwischen den Städten Chanthaburi und Sa Kaeo fertiggestellt hatten, siedelten sich die Einwohner der Dörfer Ban Tha Ta Si und Ban Nong Prue an der neuen Straße an. Sie nannten ihr neues Dorf Ban Wang Nam Yen. 1975 wurde das Gebiet zum Tambon Wang Nam Yen des Amphoe Mueang Sa Kaeo heraufgestuft. Am 1. Dezember 1976 wurde der „Zweigkreis“ (King Amphoe) Wang Nam Yen eingerichtet, der seinerzeit aus den drei Tambon Wang Nam Yen, Wang Sombun und Ta Lang Nai bestand. Am 1. April 1983 bekam Wang Nam Yen den vollen Amphoe-Status.

## Politik
Amphoe Wang Nam Yen ist der Heimatbezirk von Sanoh Thienthong, einem seit den 1970er-Jahren auf nationaler Ebene aktiven Politiker. Er führt eine Gruppe von Abgeordneten aus der Nordostregion im Parlament, die von Wahl zu Wahl die Partei wechselt, je nachdem wer ihr am meisten Vorteile verspricht. Bis 1996 war dies die Chart-Thai-Partei, dann die Partei der Neuen Hoffnung, nach 2000 die Thai-Rak-Thai-Partei, 2006 die Pracharaj-Partei und seit 2011 die Pheu-Thai-Partei. Nach Sanohs Wohnort wird sie die „Wang-Nam-Yen-Gruppe“ genannt. In den 1990er-Jahren galten Sanoh und die Wang-Nam-Yen-Gruppe als Königsmacher der thailändischen Politik.

## Verwaltung

### Provinzverwaltung
Der Landkreis Wang Nam Yen ist in vier Tambon („Unterbezirke“ oder „Gemeinden“) eingeteilt, die sich weiter in 84 Muban („Dörfer“) unterteilen.
| Nr. | Name               | Thai      | Muban | Einw.  |
| --- | ------------------ | --------- | ----- | ------ |
| 01. | Wang Nam Yen       | วังน้ำเย็น   | 19    | 21.207 |
| 03. | Ta Lang Nai        | ตาหลังใน   | 21    | 14.292 |
| 05. | Khlong Hin Pun     | คลองหินปูน  | 16    | 09.322 |
| 06. | Thung Maha Charoen | ทุ่งมหาเจริญ | 28    | 18.242 |

Hinweis: Die fehlenden Geocodes gehören zu den Tambon, die heute zu Wang Sombun gehören.

### Lokalverwaltung
Es gibt eine Kommune mit „Stadt“-Status (Thesaban Mueang) im Landkreis:
- Wang Nam Yen (Thai: เทศบาลเมืองวังน้ำเย็น) bestehend aus dem kompletten Tambon Wang Nam Yen.

Außerdem gibt es drei „Tambon-Verwaltungsorganisationen“ (องค์การบริหารส่วนตำบล – Tambon Administrative Organizations, TAO)
- Ta Lang Nai (Thai: องค์การบริหารส่วนตำบลตาหลังใน) bestehend aus dem kompletten Tambon Ta Lang Nai.
- Khlong Hin Pun (Thai: องค์การบริหารส่วนตำบลคลองหินปูน) bestehend aus dem kompletten Tambon Khlong Hin Pun.
- Thung Maha Charoen (Thai: องค์การบริหารส่วนตำบลทุ่งมหาเจริญ) bestehend aus dem kompletten Tambon Thung Maha Charoen.